# Tilapia coffea
Tilapia coffea is een straalvinnige vissensoort uit de familie van de cichliden (Cichlidae). De wetenschappelijke naam van de soort is voor het eerst geldig gepubliceerd in 1970 door Dirk Thys van den Audenaerde.